# Harry Schell
Harry Schell (n. 29 iunie 1921, Paris, Franța - d. 13 mai 1960, Circuitul Silverstone, Anglia) a fost un pilot american de Formula 1 care a evoluat în Campionatul Mondial între anii 1950 și 1960.